# Jemison (Alabama)
Jemison es una ciudad situada en el condado de Chilton, Alabama, Estados Unidos. Tiene una población estimada, a mediados de 2023, de 2941 habitantes.

## Geografía
La localidad está ubicada en las coordenadas 32°58′15″N 86°43′59″O / 32.97083, -86.73306 (32.970705, -86.73307). Según la Oficina del Censo, tiene una superficie total de 29.57 km².

## Demografía

### Censo de 2020
Según el censo de 2020, en ese momento la ciudad tenía una población de 2642 habitantes. La densidad de población era de 89.93 hab./km².
| Raza                   | Núm. | Porc.  |
| ---------------------- | ---- | ------ |
| Blancos                | 1965 | 74.38% |
| Afroamericanos         | 402  | 15.22% |
| Amerindios             | 10   | 0.38%  |
| Asiáticos              | 6    | 0.23%  |
| Isleños del Pacífico   | 1    | 0.04%  |
| De otras razas         | 140  | 5.30%  |
| De una mezcla de razas | 118  | 4.47%  |

Del total de la población, el 8.72% eran hispanos o latinos de cualquier raza.

### Estimación 2019-2023
Según la estimación 2019-2023 de la Oficina del Censo, los ingresos medios de los hogares de la localidad son de $54,468 y los ingresos medios de las familias son de $70,372.